# Hoplitis ahrensi
Hoplitis ahrensi là một loài Hymenoptera trong họ Megachilidae. Loài này được Popov mô tả khoa học năm 1962.